# Hypodoxa aignanensis
Hypodoxa aignanensis är en fjärilsart som beskrevs av Louis Beethoven Prout 1916. Hypodoxa aignanensis ingår i släktet Hypodoxa och familjen mätare. Inga underarter finns listade i Catalogue of Life.